# Исфия

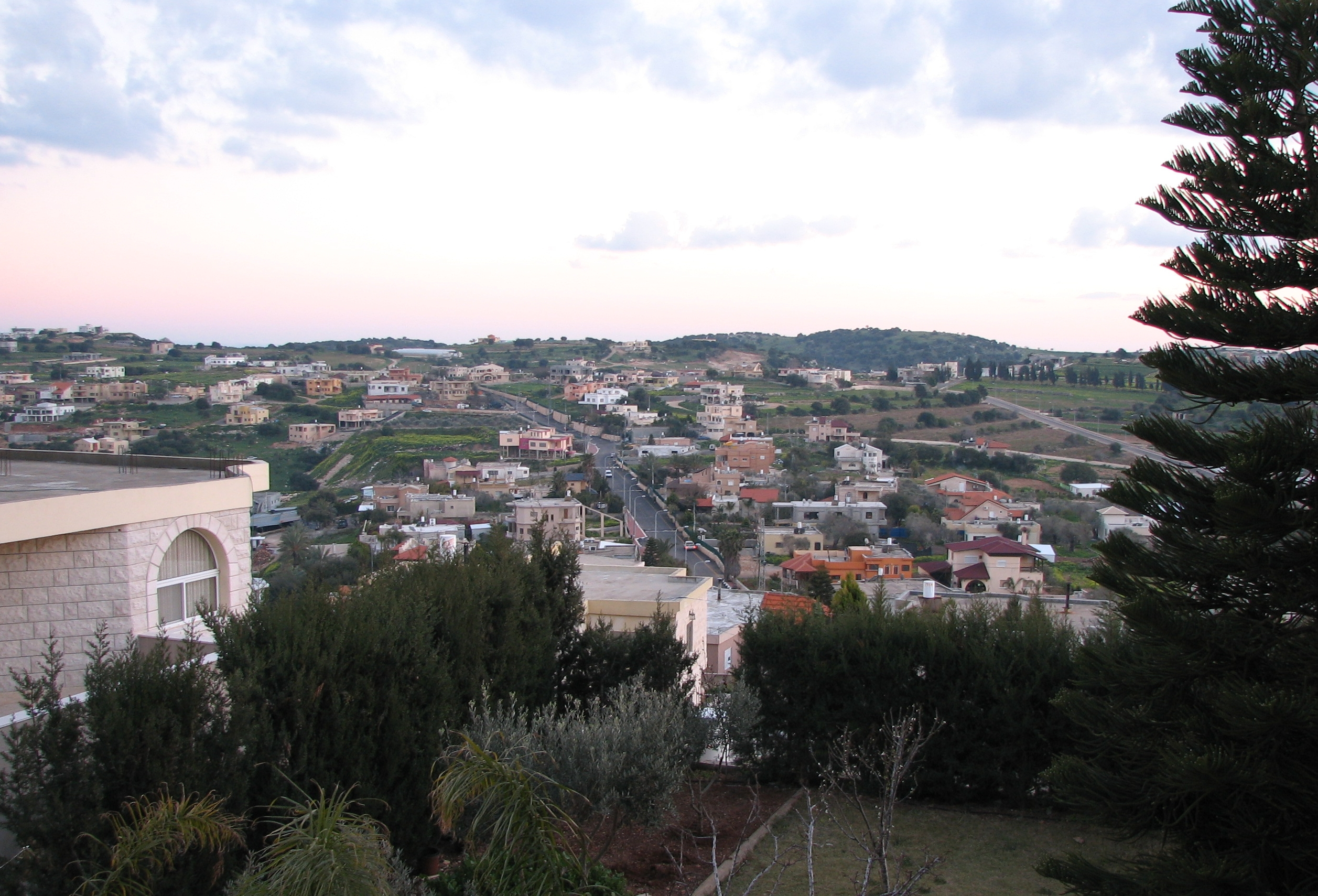
Вид на Исфию

Исфия (ивр. עספיא‎, араб. عسفي‎) — местный совет в Хайфском округе Израиля.
Расположен примерно в 75 км к северо-востоку от центра Тель-Авива и в 13 км к юго-востоку от города Хайфа, в горном массиве Кармель, на высоте 520 м над уровнем моря. Площадь совета составляет 15,561 км².
В 2003 году Исфия была объединена с ближайшей друзской деревней Дальят-аль-Кармель, образовав город Кармель. В 2009 году новый город был обратно разделён на 2 местных совета.

## Население
По данным Центрального статистического бюро Израиля, население на начало 2020 года составляло 12 503 человека.
78 % населения — друзы, 17 % — арабы-христиане и 5 % — арабы-мусульмане.
Динамика численности населения по годам:
| 1961 | 1972 | 1983 | 1995 | 2001 | 2002 | 2009   | 2012   | 2016   |
| ---- | ---- | ---- | ---- | ---- | ---- | ------ | ------ | ------ |
| 2903 | 4252 | 6322 | 8220 | 9380 | 9300 | 10 536 | 11 553 | 11 785 |